# لیوود، میسوری
لیوود (به انگلیسی: Leawood) یک روستا (ایالات متحده آمریکا) در ایالات متحده آمریکا است که در شهرستان نیوتون، میزوری واقع شده‌است.
 لیوود ۳٫۲۲ کیلومتر مربع مساحت و ۶۸۲ نفر جمعیت دارد و ۳۰۷ متر بالاتر از سطح دریا واقع شده‌است.